# Bomarea nubigena
Bomarea nubigena är en alströmeriaväxtart som beskrevs av Gunnar Wilhelm Harling och Neuendorf. Bomarea nubigena ingår i släktet Bomarea och familjen alströmeriaväxter. Inga underarter finns listade i Catalogue of Life.